# Calabasas
Calabasas is een plaats (city) in de Amerikaanse staat Californië, en valt bestuurlijk gezien onder Los Angeles County.

## Demografie
Bij de volkstelling in 2000 werd het aantal inwoners vastgesteld op 20.033.
In 2006 is het aantal inwoners door het United States Census Bureau geschat op 22.432, een stijging van 2399 (12.0%).

## Geografie
Volgens het United States Census Bureau beslaat de plaats een oppervlakte van
34,0 km², waarvan 33,9 km² land en 0,1 km² water. Calabasas ligt op ongeveer 424 m boven zeeniveau.

## Plaatsen in de nabije omgeving
De onderstaande figuur toont nabijgelegen plaatsen in een straal van 16 km rond Calabasas.

## Geboren
- Rob Bourdon (1979), drummer van de rockband Linkin Park.
- Donna De Lory (1964), zangeres, songwriter, danseres

## Overleden
- Michael Ansara (1922-2013), acteur
- Kobe Bryant (1978-2020), basketbalspeler
- Richard Bull (1924-2014), acteur
- Mary Healy (1918-2015), actrice en zangeres
- Lisa Marie Presley (1968-2023), zangeres en dochter van Elvis Presley
- Ed Shaughnessy (1929-2013), jazzdrummer
- John Wright (1943-2023), filmeditor